# Carlota Amália Guilhermina de Eslésvico-Holsácia-Sonderburgo-Plön
Carlota Amália Guilhermina de Eslésvico-Holsácia-Sonderburgo-Plön (em dinamarquês: Charlotte Amalie Vilhelmine af Slesvig-Holsten-Sønderborg-Pløn; 23 de abril de 1744 – 11 de outubro de 1770) foi uma princesa do Ducado de Eslésvico-Holsácia-Sonderburgo-Plön, pertencente a um ramo cadete da Família real dinamarquesa. Era filha de Frederico Carlos, Duque de Eslésvico-Holsácia-Sonderburgo-Plön com sua esposa a condessa Cristiana Armgard Reventlow.

## Casamento e filhos
Conhecida por sua grande beleza, Carlota Amália casou-se a 26 de maio de 1762 com seu primo, Frederico Cristiano de Eslésvico-Holsácia-Sonderburgo-Augustemburgo, filho de Cristiano Augusto, Duque de Eslésvico-Holsácia-Sonderburgo-Augustemburgo. Eles tiveram sete filhos:
- Luísa (1763–1764)
- Luísa Carolina Carlota (1764–1815)
- Frederico Cristiano II (1765–1814), casou-se com a princesa Luísa Augusta da Dinamarca.
- Frederico Carlos Emílio (1767–1841)
- Cristiano Augusto (1768–1810), príncipe dinamarquês, assumiu o nome de Carlos Augusto e brevemente serviu como príncipe herdeiro da Suécia em 1810.
- Sofia Amália (1769)
- Carlos Guilherme (1770–1771)